# Kratts' Creatures
Kratts' Creatures foi um programa de televisão infantil na PBS. O programa era apresentado pelos Irmãos Kratt, Chris e Martin. Também estrelava Shannon Duff como Alison Baldwin e Ron Rubin como Ttark. O programa introduziu seus espectadores ao mundo dos animais, com 50 episódios produzidos em 1996. Infelizmente as séries Kratts Creatures e Be the Creature (2003 -2005) voltada para o público Adolescente e Adulto não foram dubladas em português.

## Lista de episódios
1. Big Five, Little Five
2. City Critters
3. Skarks
4. Running With the Wild Dogs
5. In Search of the Tasmanian Tiger
6. The Great Defenders
7. Pan Troglodytes An In-depth Analysis
8. The Great Canadians
9. Rain Forests: Under the Canopy
10. Creatures of the Night
11. Elephants 1: Educating Emily
12. Elephants 2: Wild Elephants Can' t Drag Me Away
13. Weird Creatures
14. Planet of the Dolphins
15. The Great Bear Show
16. Mgobo of Baboon Mountain
17. The How Show
18. Kickboxing Kangaroos
19. The Giant Bug Invasion
20. Heavyweights of Africa
21. The Redcoats Are Coming
22. The Coe Show
23. Maximum Cheetah Velocity
24. Wild Ponies
25. who's Who ?
26. Arribada 1: Sea Turtle Invasion
27. Arribada 2: Running the Gauntlet
28. Around Australia In Eight Days
29. Hyenas Are Cool
30. Mungu's Revenge
31. Creature Rascue
32. Lion, King of the Beasts ?
33. Marshmania
34. Why
35. Koalas and Wombats: The Untold Story
36. Backyard Bandits
37. Hanging With The Monkeys
38. The Best of the Best
39. Polyp Power
40. Wings!
41. Phantom Wolves
42. Australia: Land of Mystery and Intrigue
43. Leopard: Prince of Stealth
44. When ?
45. Parched and Thirsty in the Outback
46. Gatorglades
47. Spots and Stripes Forever
48. Three Cool Cats
49. Where ?
50. Around Africa In Eight Hours